# Atomium
Atomium är ett 102 meter högt byggnadsverk och monument beläget i Belgiens huvudstad Bryssel i stadsdelen Laeken. Det skapades inför Världsutställningen i Bryssel 1958 (Expo 58) och har blivit en symbol för Bryssel. Byggnaden formgavs av André Waterkeyn och består av nio stålsfärer (ursprungligen av aluminium) som bundits samman så att hela verket bildar en järnkristall förstorad 165 miljarder gånger.

## Beskrivning

### Ursprung och form
Atomium kom till som del av världsutställningen 1958 – Expo 58. Målsättningen var att skapa en symbol för tidens snabba utveckling, med mänsklighetens öde sida vid sida med de vetenskapliga landvinningarna. Detta futuristiska mellanting mellan byggnad och skulptur tänktes fram av ingenjören André Waterkeyn, medan sfärerna konstruerades av arkitekterna André och Jean Polak. Höjden är 102 meter och totalvikten 2 400 ton. Den har med åren blivit lika mycket en symbol för Bryssel som Manneken Pis och Grand-Place.

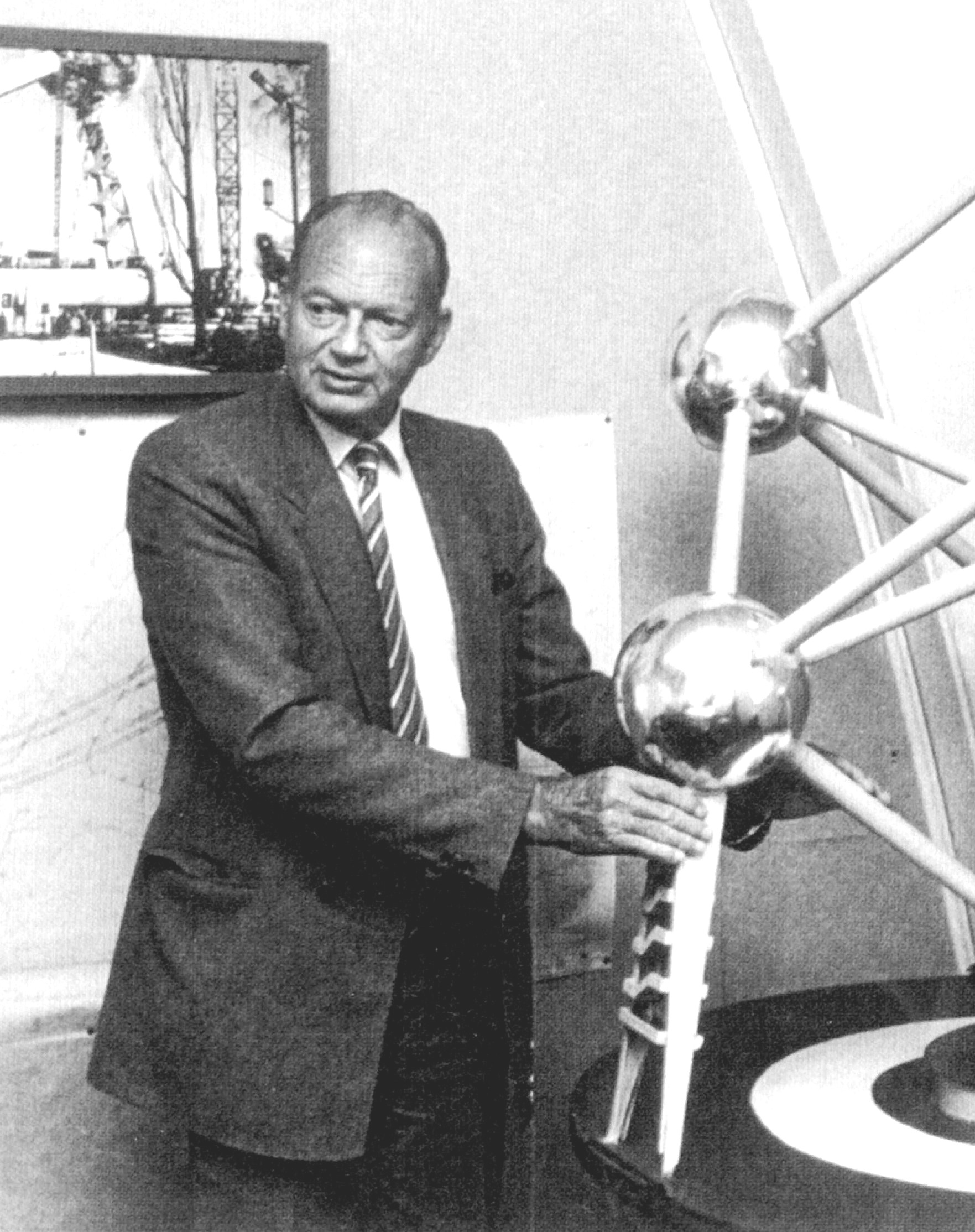
Ingenjören André Waterkeyn, bredvid en modell av sin idé.

Atomiums form är analog med en enhetscell (i detta fall den minsta upprepade kubformade enheten) ur en järnkristall, förstorad 165 miljarder gånger, och valet av motiv kan ses som tidstypisk för 1950-talets entusiasm avseende tekniska och vetenskapliga framsteg och deras utnyttjande. Inofficiellt kom sfärerna även att referera till Belgiens då nio provinser (idag är de tio, sedan Brabant delats i två halvor).
De nio sfärerna – var och en på 18 meters diameter och 250 tons vikt – sammanbinds med varandra genom rör, både längs med kanten på "kuben" och in till mittensfären. Rören innehåller trappor som förbinder sfärernas utställningshallar, restauranger, panoramaplattform och andra allmänna utrymmen. Tre av de fyra översta sfärerna saknar dock vertikalt stöd och är av säkerhetsskäl inte öppna för allmänheten.

### Renovering och jubileum
Ursprungligen var byggnaden klädd med aluminium och tänkt som en ren utställningsdel att plockas ner när Expo 58 väl var över. Men Atomiums popularitet gjorde att det beslutet sköts på framtiden och till slut helt skrinlades. Däremot gjordes inget regelbundet underhåll av byggnaden, vilket i det långa loppet äventyrade Atomiums fortlevnad.
Genom åren hade många idéer kastats fram om Atomiums framtid, som platsen för ett kasino eller Tintin-museum. Samtidigt kampanjade en del politiker för att byggnaden skulle rivas, med tanke på de befarade höga renoveringskostnaderna.

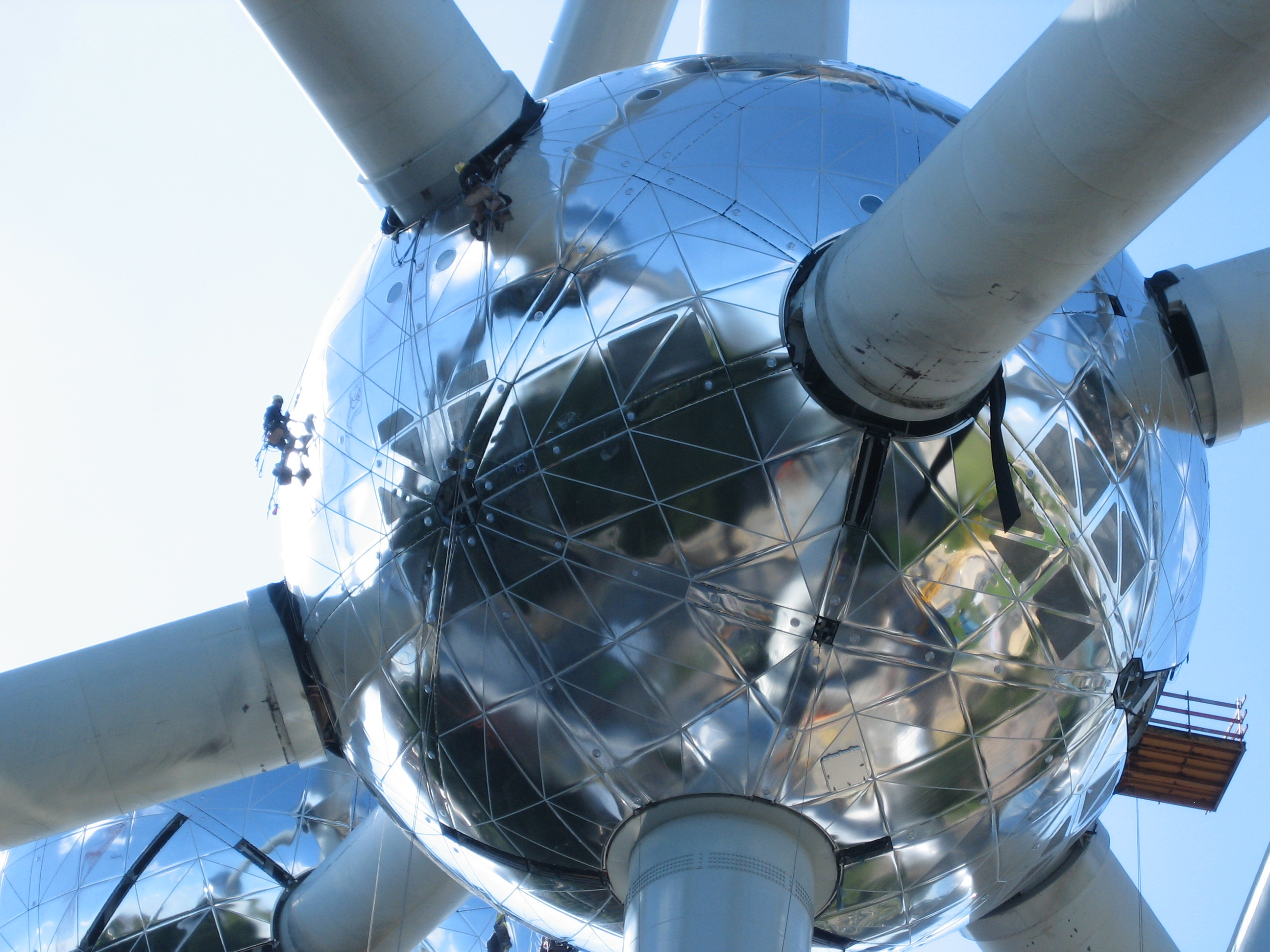
2004–06 renoverades byggnadsverket.

Under 1990-talet blev renoveringsbehovet akut, och till slut skapades en ideell Rädda-Atomium-grupp. 2001 sjösattes ett renoveringsprojekt, och delar av renoveringskostnaderna skulle täckas genom att man sålde 1 000 trekantiga, två meter stora bitar av det då alltmer bleknande aluminiumskalet. Prislappen: 1 000 euro stycket. Resten av kostnaden skulle täckas med medel från staden Bryssel, Belgiens regering och privata donationer.
Renoveringsarbetena påbörjades mars 2004, och från och med oktober samma år var Atomium stängt för allmänheten. När man 18 februari 2006 (27 miljoner euro senare) öppnade portarna igen, hade bland annat hela det ursprungliga skalet i aluminium bytts ut mot ett nytt i rostfritt stål. I samband med ombyggnaden fick Atomium också nya utställningsytor, en restaurang och en sovsal för besökande skolbarn, under namnet "Kids Sphere Hotel". Ett tvåeuros minnesmynt präglades mars 2006 för att fira renoveringen och nyöppnandet.
2008 firade byggnaden 50-årsjubileum, vilket bland annat firades genom att människor som fyllde 50 år från april till oktober fick fritt inträde.

## Utsiktsplats och placering
Från den överst belägna sfären har man en god överblick över Bryssel, från närmare hundra meters höjd. Denna sfär nås via en hiss i det vertikala röret från sfären ner mot marken. Hissen var vid sin installation världens snabbaste byggnadshiss med sina 5 meter i sekunden och kan ta 22 personer till byggnadens topp på 23 sekunder.
Atomium är placerad i nordvästra Bryssel, mitt i Heysel-parkområdet där världsutställningen 1958 byggdes upp. I sydväst finns idag Mini-Europa-parken, i väster Kung Baudouin-stadion, i nordväst Utställningspalatset från världsutställningen, i norr den stora Mässhallen och i öster Osseghem-parken.

### Spridning på bild

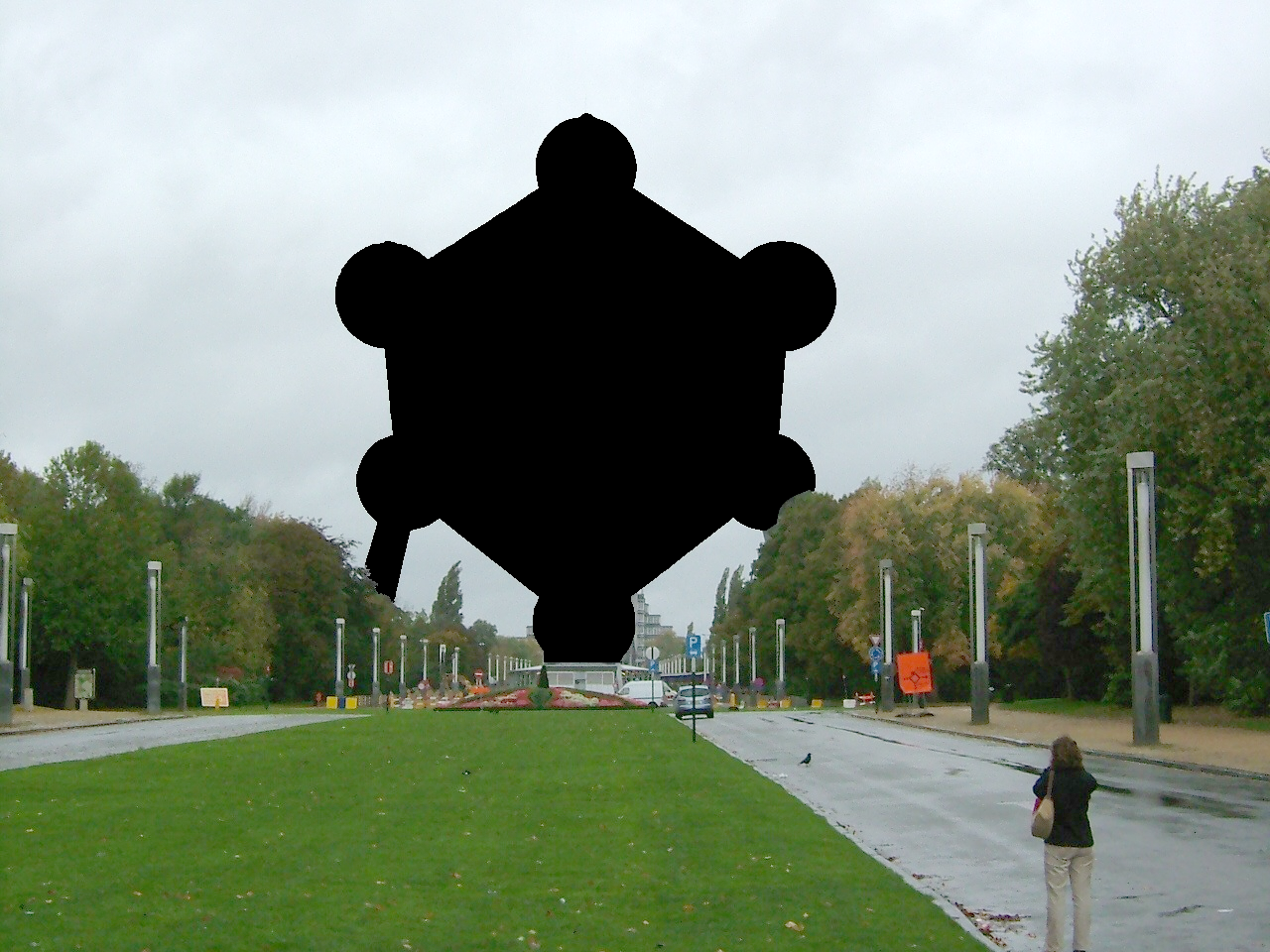
Fram till 2016 var avbildningar av Atomium skyddade av upphovsrätt.

Atomium är en välbekant del av Bryssels stadsbild, och de hårda restriktionerna kring fotopublicering har inte uppskattats av alla. Arrangörerna av kulturevenemanget "Anno Expo", baserat i närbelägna Mechelen (inklusive Mechelens borgmästare Bart Somers), organiserade till 2008 års 50-årsfirande av Atomium en något annorlunda fototävling – för foton över området med Atomium utsuddat. Målet var att kämpa mot det i deras ögon alltför långtgående hävdandet av upphovsrätten, åtminstone när det gällde Atomium. SABAM svarade därpå att man skulle kunna göra ett undantag för privatpersoners egentagna foton, som kunde få lov att publiceras på deras egna webbplatser, så länge som fotona var små, i låg upplösning, för icke-kommersiellt bruk och försedda med rätt copyright-markering. Ursprungligen skulle detta gälla endast under 2008, men fotoundantaget står fortfarande att läsa på Atomiums officiella webbplats.
I juli 2016 blev dock upphovsrättsskyddet för spridning av bilder med Atomium upphävt. Detta skedde sedan det belgiska parlamentet under juni klubbat igenom en lag i syfte att införa panoramafrihet i linje med många andra europeiska länder.

## Bildgalleri

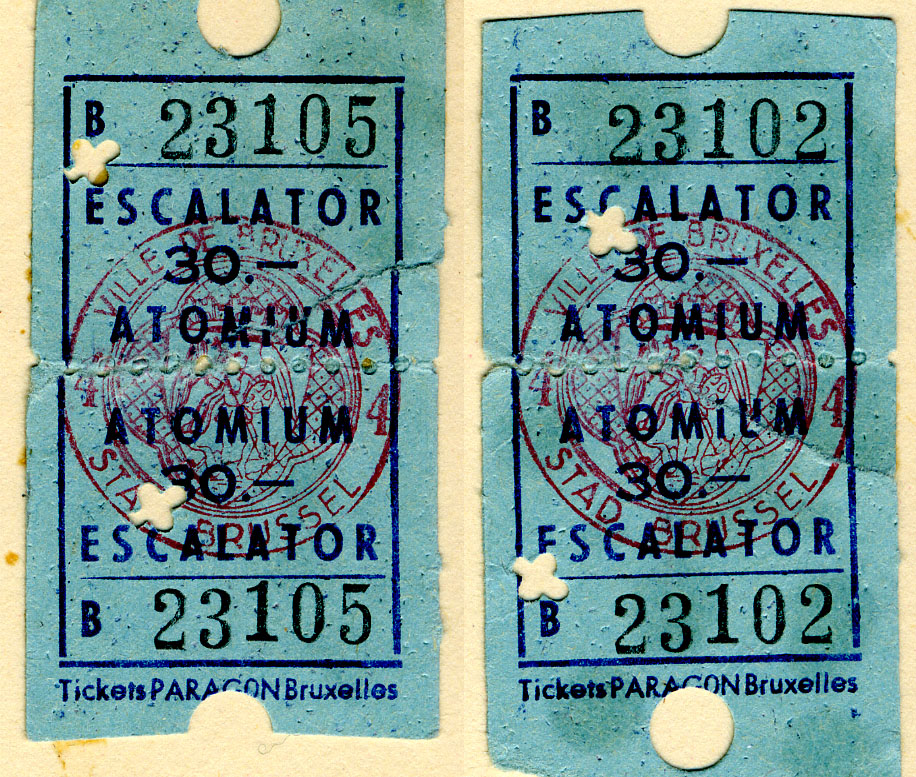
Kvitton till hissen i Atomium, från Expo 58.
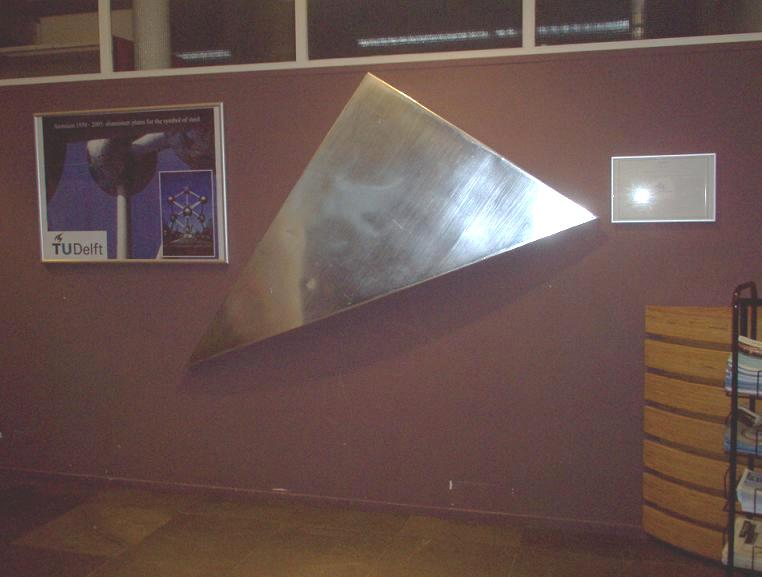
Skalbit från det utbytta aluminiumskalet, utställd på Delfts tekniska högskola.
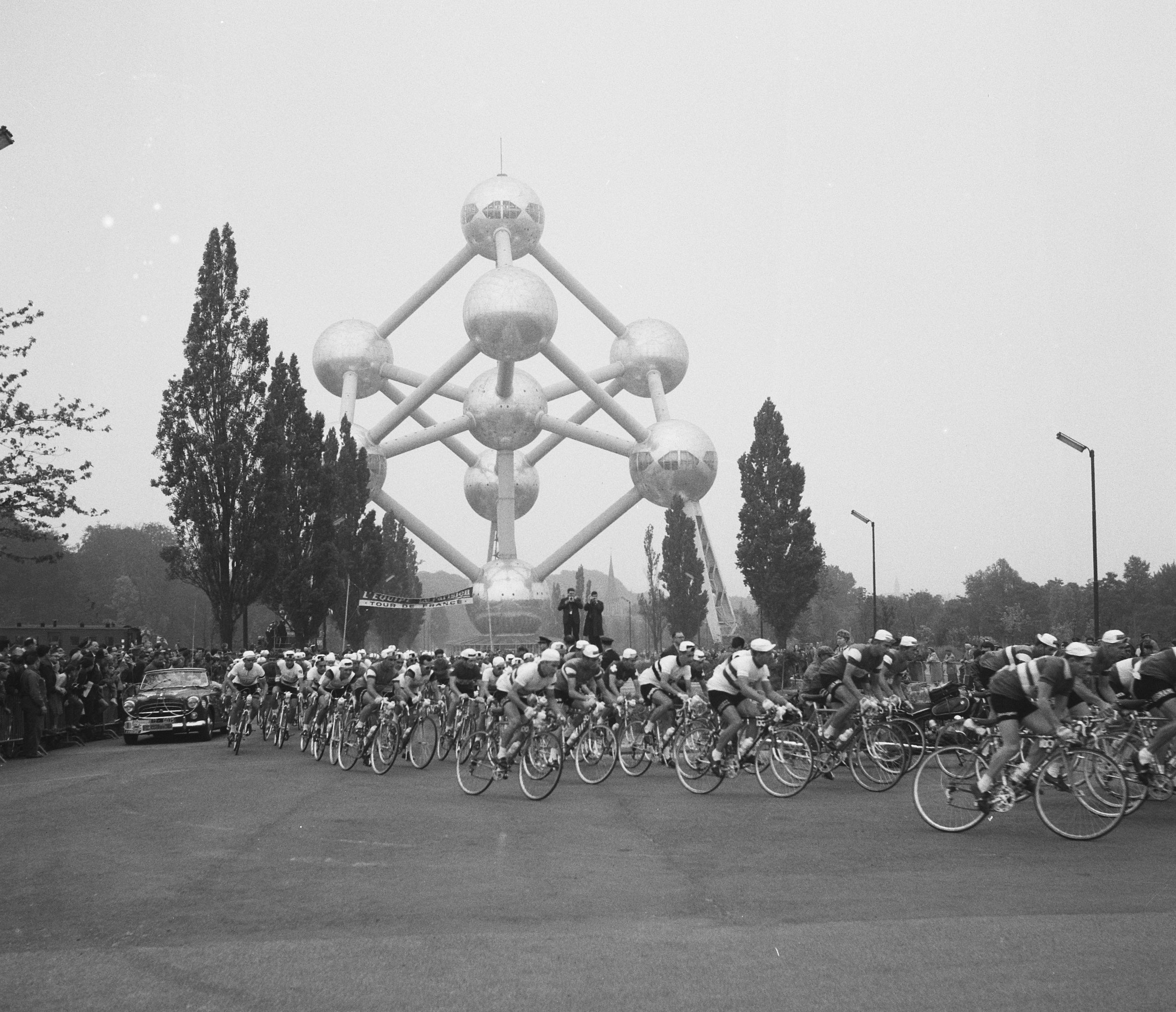
1960 års Tour de France passerade förbi.
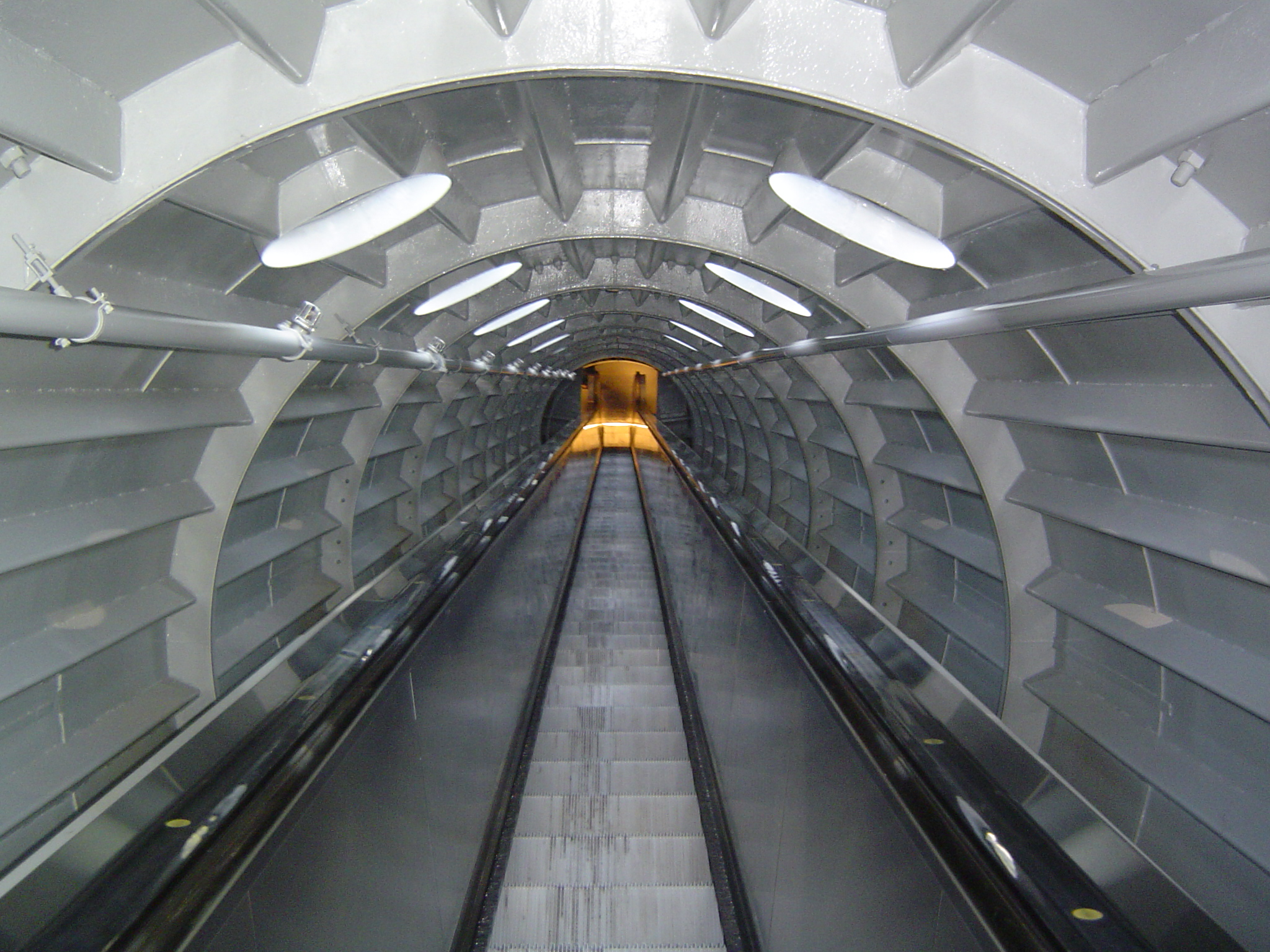
Rulltrappa på insidan mellan två sfärer.
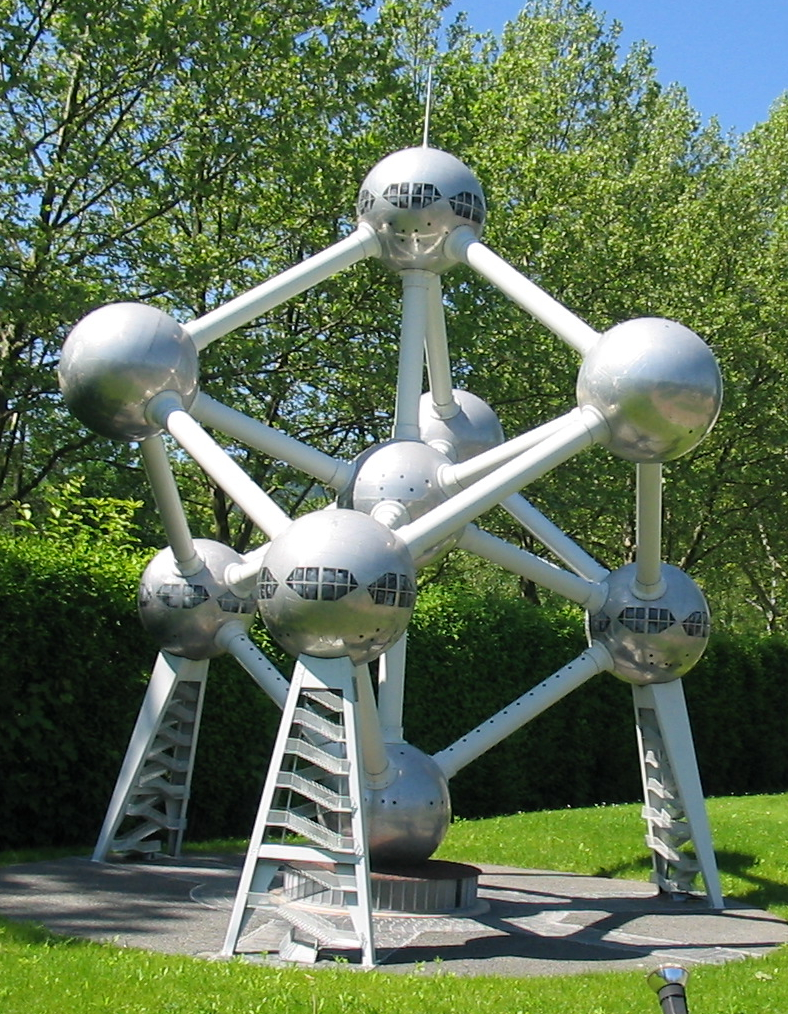
En modell av Atomium utställd i en österrikisk miniatyrpark

Atomium förekommer även i musikvideon Headhunter av det Belgiska bandet Front 242.